# Kyrkornas världsråd
Kyrkornas världsråd är ett internationellt kristet ekumeniskt organ med 348 medlemsorganisationer (kyrkor och trossamfund) från över hundra länder och med över 500 miljoner medlemmar.

## Historia
Kyrkornas världsråd bildades 1948 genom sammanslagning av tre tidigare organisationer: Life and Work med rötter i ekumeniska mötet i Stockholm 1925, Faith and Order med rötter i mötet i Lausanne 1927 och världsmissionsrådet med rötter i mötet i Edinburgh 1910. Världsförbundet för mellanfolkligt samförstånd genom kyrkosamfunden upplöstes samma år.
Tidigare [när?]uppstod spänningar mellan mer progressiva västerländska protestanter och de mer traditionella östortodoxa kyrkorna, som bland annat hanterats genom att beslut numera endast fattas efter konsensus.

### Generalförsamlingen i Sverige
1968 års generalförsamling hölls i den 4 juli detta år i Uppsala. Jonas Jonson uppgav i en artikel i Upsala Nya Tidning 4 juli 2008 att mötet och dess delegater, främst ungdomsdelegaterna, till följd av tidsandan, Vietnamkriget, medborgarrättsrörelsen och studentrevolter som majrevolten präglades av en radikal syn. Man hade åsikten att rättvisa var möjligt att uppnå, men bara om strukturerna förändrades, en omskrivning för revolution. En natt ockuperade man domkyrkan med krav på att generalförsamlingens slutgudstjänst skulle uppmärksamma kyrkornas tänkta nya radikalitet.

## Medlemmar
De flesta östortodoxa kyrkor är medlemmar, liksom många protestantiska kyrkor. Den romersk-katolska kyrkan är inte medlem, men sänder representanter till organisationens möten. Svenska medlemmar i Kyrkornas världsråd är Svenska kyrkan och Equmeniakyrkan (tidigare Svenska missionskyrkan, Svenska baptistsamfundet och Metodistkyrkan i Sverige). Sveriges kristna råd är även anknutet till Kyrkornas Världsråd.
För att erbjudas medlemskap i Kyrkornas världsråd måste en kyrka ha minst 50 000 medlemmar samt erkänna övriga medlemskyrkors dop och att det finns kyrkor även utanför rådet som utgör en del av den sanna världsvida kyrkan.